# Correio do Vouga
Correio do Vouga é jornal da diocese de Aveiro, fundado em 1930. De periodicidade semanal, sai à quarta-feira. Tem como diretor o jornalista Jorge Pires Ferreira.